# Der König Kandaules
Le Roi Candaule
Pour les articles homonymes, voir Le Roi Candaule (homonymie).
Représentations notables
Der König Kandaules (français : Le Roi Candaule) est un opéra en trois actes d'Alexander von Zemlinsky sur un livret du compositeur d'après la pièce Le Roi Candaule d'André Gide, traduit par Franz Blei.
Le compositeur achève le livret en 1935 mais l'orchestration reste inachevée. En exil aux États-Unis, il abandonne le projet, car une scène érotique au deuxième acte rend l'opéra passible de censure. La composition n'est achevée qu'en 1993, par Anthony Beaumont et c'est dans cette version que l'opéra est créé le 6 octobre 1996 au Staatsoper de Hambourg sous la direction de Gerd Albrecht. Le livret relate une légende de l'ancienne Asie Mineure, fable antique, qui met en scène le richissime roi de Lydie, qui pour avoir voulu faire partager ses richesses et son opulence, y compris l'intimité de sa superbe épouse Nyssa, perdra tout par excès de fierté.

## Historique
Théophile Gautier écrit en 1844 une nouvelle qui s'inspire déjà de la légende évoquée par Hérodote, Le Roi Candaule. En 1854, Friedrich Hebbel dans le drame Gyges und sein Ring reprend la même thématique.  En 1899, André Gide écrit sa pièce Le roi Candaule, créée à Paris en 1901 et traduite en allemand par Franz Blei en 1905 pour une série de représentations montées en janvier 1906 au Deutsches Volkstheater de Vienne. Par manque de succès, il n'y en eut que trois. Une nouvelle représentation montée à Berlin en 1908 est même sifflée lors de la première.
Zemlinsky envisage depuis longtemps de faire de cette pièce de théâtre, une œuvre lyrique, mais ne commence à composer le premier acte qu'en 1935, et poursuit son travail pour les deux actes suivants, fin 1936 après une assez longue pause, Puis, se rendant compte d'une incohérence musicale entre ces deux parties, il reprend le premier acte en 1937 puis en 1938. Il n'a pas le temps d'achever sa composition alors que se produit l'Anschluss des nazis sur l'Autriche, puis les lois anti-juives qui le contraignent à s'enfuir aux USA. Seul un tiers de la partition est alors achevé. Il espère alors beaucoup de l'Amérique pour accueillir son œuvre et s'adresse à son ami Arthur Bodanzky, alors directeur musical du Metropolitan Opera de New York et lui montre le livret qu'il a tiré de la pièce de Gide. Mais ce dernier lui déconseille d'achever l'opéra. L'Amérique n'acceptera jamais la scène de nu prévu au second acte. Zemlinsky abandonne alors son Roi Kandaules inachevé. C'est sa veuve qui entreprend des démarches pour trouver un compositeur capable de terminer l'opéra, sans résultat. Elle contacte même Friedrich Cerha en 1981, ce dernier vient d'achever l'orchestration incomplète du Lulu d'Alban Berg mais il décline l'offre à son tour, car, pour lui, le livret également est fragmentaire. Ce n'est qu'en 1990 qu'Antony Beaumont réussit à recomposer l'intégralité du livret. L'opéra de Hambourg lui passe une commande pour compléter les parties orchestrales manquantes et monte l'œuvre pour une Première mondiale, le 6 octobre 1996 suivi d'une série de représentations sous la direction d'Asher Fisch, donnée en 1997 au Volksoper de Vienne.
Puis c'est au tour du Festival de Salzbourg en 2002, de présenter une série de représentations de l'opéra encore fort peu connu. Le nouveau directeur du Festival, Peter Ruzicka, qui succède à Gérard Mortier, veut réhabiliter ces compositeurs dont les œuvres ont été oubliées. « Alexander Zemlinsky fait partie avec Korngold, Schreker et Wellesz, des compositeurs «dégé nérés», ces musiciens contraints à l'exil par le régime nazi ». La mise en scène est de Christine Mielitz, la direction musicale est assurée par Kent Nagano et les rôles principaux par Nina Stemme, Robert Brubaker et Wolfgang Schöne. Un double CD sera publié en 2004. En 2006, c'est l'Opéra de Lorraine qui propose une mise en scène de Jean-Claude Berruti. L'œuvre est ensuite régulièrement donnée, citons par exemple les représentations de l'Opera Vlaanderen en 2016 sous la direction de Dmitri Jurowski.

## Argument

### Résumé
Kandaules, riche souverain de Lydie veut que ses amis et ses favoris profitent de l'intégralité de sa très grande fortune, y compris la chance de voir pour la première fois le visage de Nyssia, sa ravissante nouvelle épouse. Mais au cours du festin, l'on découvre un anneau dans le ventre d'un poisson pêché par son ami d'enfance, le pauvre Gyges qui sera le premier à jouir de cette faveur sexuelle, rendu invisible par son anneau magique et tuera le roi pour régner à sa place.

### Détail du livret

#### Acte 1
Le roi Kandaules et le pauvre pêcheur Gyges se connaissent depuis l'enfance, mais se sont perdus de vue. Gygès ne possède que cinq choses : sa hutte, son bateau, son filet, sa femme et sa pauvreté. Il livre un poisson pour le banquet du roi. Kandaules est très fier de la beauté de sa femme Nyssia et en profite pour la présenter pour la première fois à ses courtisans en lui enlevant son voile. Nyssia n'est pas très enthousiaste à l'idée d'être admirée comme un objet, contrairement aux traditions de dissimulation chaste. Archelaus, l'un des invités, trouve un anneau à l'intérieur du poisson avec l'inscription : "Je recèle le bonheur". Pour résoudre l'énigme, Gyges est convoqué. En attendant, les invités voient sa cabane s'enflammer. Gyges raconte qu'elle a été accidentellement incendiée par sa femme ivre Trydo. Kandaules la fait chercher aussi. Gyges découvre alors que celle-ci a eu une relation sexuelle avec l’un des invités. Gyges l'assassine aussitôt avec un couteau. Kandaules est impressionné par Gyges et en fait son confident.

#### Acte 2
L'amitié entre Gyges et Kandaules est ravivée. Ils boivent du vin ensemble et parlent des raisons du meurtre de sa femme par Gyges. Gyges explique qu'il l'aimait mais qu'il ne voulait pas la partager avec quelqu'un d'autre. Kandaules veut sceller l'amitié en partageant son trésor le plus précieux avec Gyges - la vue de sa femme nue. Il convainc Gyges, qui résiste initialement, à utiliser l'anneau trouvé dans le poisson, dont il a découvert le pouvoir magique. En effet celui qui le porte devient invisible. Nyssia entre dans la chambre. Elle est toujours très hostile à l'idée de se dévoiler publiquement. Kandaules l'aide alors à se déshabiller et quitte discrètement la pièce. L'invisible Gyges est maintenant seul avec elle. Il ne peut résister à sa beauté et passe la nuit avec elle, qui le prend pour son mari.

#### Acte 3e
Le lendemain, Philobos informe les autres courtisans de l'effet de l'anneau : le roi cherche toujours le porteur invisible. Pendant ce temps, Nyssia raconte sa nuit à Kandaules, ce qui le rend fou de jalousie. Gyges toujours invisible surprend la conversation. Il est tellement en proie au remords qu'il avoue la tromperie à Nyssia. La reine, profondément blessée en son honneur, se venge de la trahison de son mari en forçant Gyges à tuer Kandaules et à prendre sa place. Alors même qu'il meurt, Kandaules pardonne à son ami. Ainsi Gyges est désormais roi aux côtés de Nyssia, mais à peine moins vaincu que son ami et adversaire Kandaules. Nyssia déclare qu'elle ne veut plus jamais porter de voile.

## Distribution
| Rôle              | Voix    | Première 6 octobre 1996 (Chef d'orchestre : Gerd Albrecht) |
| ----------------- | ------- | ---------------------------------------------------------- |
| Le Roi            | ténor   | James O'Neal                                               |
| Nyssia, sa femme  | soprano | Nina Warren                                                |
| Gyges, un pêcheur | baryton | Monte Pederson                                             |
| Phedros           | baryton | Klaus Häger                                                |
| Syphax            | basse   | Peter Galliard                                             |
| Nicomedes         | baryton | Mariusz Kwiecien                                           |
| Pharnaces         | ténor   | Kurt Gysen                                                 |
| Philebos          | basse   | Simon Yang                                                 |
| Sebas             | ténor   | Ferdinand Seiler                                           |
| Archelaos         | basse   | Guido Jentjens                                             |

## Discographie et vidéographie
- En 1997, le label allemand Capriccio a sorti le premier enregistrement mondial, réalisé les 18 et 25 octobre 1996 lors de la première série de représentations à l'opéra d'État de Hambourg. Gerd Albrecht a dirigé le Philharmonisches Staatsorchester Hamburg. Les rôles principaux ont été interprétés par James O'Neal (Kandaules), Monte Pederson (Gyges) et Nina Warren (Nyssia)
- En 2004, le label autrichien Andante a sorti un enregistrement live du Festival de Salzbourg 2002, avec Kent Nagano à la tête du Deutsches Symphonie-Orchester Berlin. Les rôles principaux ont été interprétés par Robert Brubaker (Kandaules), Wolfgang Schöne (Gyges) et Nina Stemme (Nyssia).